# Tema scolastico

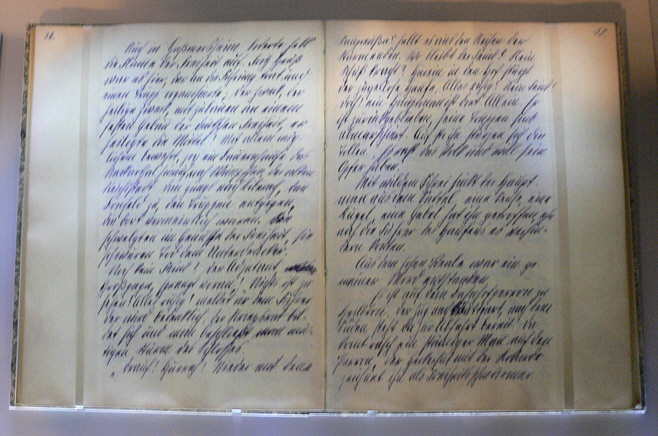
Tema scolastico del politico tedesco Theodor Heuss, 1898.

Il tema è un componimento scolastico con il quale gli studenti o scolari espongono in maniera autonoma fatti e riflessioni a proposito di un dato argomento, in genere proposto dal docente. Si tratta solitamente di un compito in classe o parte dell'esame finale scritto da svolgere soprattutto all'interno dell'istruzione secondaria.

## Struttura di un tema
Il tema può dividersi in varie parti; la sua struttura può variare di molto a seconda del tipo di tema che si dovrà scrivere. In genere si parte però dal presupposto che in un componimento scolastico siano comunque riconoscibili tre parti basilari:
- Introduzione: ha lo scopo di introdurre l'argomento a chi non lo conosce o comunque di esporre le basi per costruire poi la parte principale.

- Parte principale: è questa parte a fornire la maggior parte del contenuto informativo e delle considerazioni dello studente. È in genere la parte più argomentativa del testo.

- Conclusione: la conclusione può dare risposta a questioni sollevate nell'introduzione, mettere in evidenza i principali risultati di quanto si è considerato o può presentare delle nuove questioni su punti più importanti dell'argomento.

## Tipi di tema
Il tema scolastico può richiedere all'alunno una vasta gamma di tipi di testo, che possono distinguersi notevolmente:
- Tema d'attualità: ad esempio, allo studente si chiede di esporre in maniera piana dei fatti di attualità e di illustrare quali questioni emergono dal problema,  quali sono le opinioni correnti a proposito e quali sono le sue considerazioni personali. Il tema di attualità dovrebbe dare occasione allo studente di mostrare le proprie capacità critiche. Una possibile conclusione del tema di attualità è quella di riassumere, alla fine, quali risultati emergono dal testo e quali questioni rimangono irrisolte.

- Tema di storia e di letteratura: lo studente dimostra di conoscere un argomento storico o letterario, di porre delle domande interessanti a tal proposito e di saper creare collegamenti con altri argomenti di carattere storico e letterario, oppure di altre materie. A differenza di quanto si può osservare in altri temi, lo studio dell'argomento svolto precedentemente in classe è spesso necessario per ottenere un buon risultato (non mancano comunque compiti in cui si richieda semplicemente di commentare un breve testo). La conclusione del tema può essere costituita da una parte in cui si sintetizzano i risultati o le proprie opinioni, oppure da un'altra in cui l'argomento viene considerato in un contesto più ampio.

- Esposizione di esperienze o progetti personali: l'allievo può ad esempio essere invitato a raccontare cronologicamente una serie di fatti oppure dei progetti personali. La conclusione può essere costituita da una parte che faccia da commento riassuntivo all'esposizione dei vari spunti e che quindi possa collegarli; oppure da una parte un cui si cerchi di abbandonare l'ottica personale per adottarne una più generale.

- Cultura generale: lo studente espone le proprie considerazioni su un argomento culturale più o meno a tutti noto, che può essere di carattere quotidiano o scientifico.

- Tema su argomenti scolastici: l'allievo è invitato a riflettere sul processo di apprendimento e sulla dinamica di gruppo in classe.

- Intervista: lo studente immagina di porre delle domande ad un personaggio noto.

## Svolgimento di un tema
Secondo i manuali scolastici in circolazione, i procedimenti più semplici per ottenere un buon risultato si assomigliano e possono essere ridotti ad una tecnica di scrittura articolata nei seguenti passi:
1) Analisi del titolo esposto nella traccia: deve essere compreso fino in fondo parola per parola. C'è infatti il pericolo di trascurare dei dettagli e di riportare per questo dei fatti che non riguardano l'argomento indicato (andare fuori tema).
2) Preparazione di una scaletta, nella quale si  annotano su un foglio, tramite delle parole chiave, i contenuti che si vogliono includere nel componimento. L'organizzazione della parole chiave, sistemate nella sequenza più adatta e opportunamente collegate, aiuta a creare il filo dell'argomentazione. Durante questa preparazione si ha la possibilità di riflettere sulla scelta dei contenuti, quindi di scartare degli spunti per qualsiasi ragione (chiarezza dell'esposizione, tempo a disposizione, necessità di attenersi all'argomento dato). Con l'aiuto della scaletta lo studente sa quale sarà la conclusione del testo già durante l'intera fase di scrittura.
3) Scrittura del tema: è la parte che richiede in genere più tempo; durante la stesura, lo studente si aiuta della scaletta (secondo passo), la quale lo guiderà fino al raggiungimento della conclusione.
4) Revisione, correzione e, se necessario e possibile, trascrizione del testo in bella copia.

## Valutazione del tema
Il tema deve essere un testo coerente e mostrare una certa coesione. In altre parole, le sue parti devono seguire un filo logico, fornire informazioni sensate e rispettare le regole della lingua in cui è stato scritto. Per la valutazione di un tema il docente dovrebbe attenersi ad una griglia di valutazione che contenga i principali requisiti del tema (buon contenuto, forma corretta, stile adeguato eccetera). Ad ogni requisito sono associati un minimo ed un massimo di punti, i quali vengono alla fine sommati tra di loro: secondo una scala di valutazione, ad un determinato punteggio totale è associato un certo voto (massimo dei punti, massimo del voto possibile e viceversa). 
I principali requisiti ricordati nelle griglie di valutazione sono di regola all'incirca gli stessi da griglia a griglia.
- Caratteristiche del contenuto: originale, corretto e inerente al titolo del tema (traccia: lo studente deve quindi evitare di fare inutili generalizzazioni o di trascurare punti essenziali del titolo).

- Caratteristiche grammaticali: ortografia, punteggiatura, rispetto delle regole di morfologia e sintassi.

- Caratteristiche stilistiche: filo dell'argomentazione, articolazione adeguata al contenuto, organicità, leggibilità, coerenza dell'insieme; ricchezza di forme lessicali e grammaticali adeguate al contenuto.

La conoscenza della griglia di valutazione da parte dello studente contribuisce alla trasparenza della valutazione: inoltre, essa può sostenere l'allievo durante la stesura del testo, aiutandolo ad ottenere risultati migliori.